# Тихонов, Алексей Александрович (учёный)
Алексей Александрович Тихонов (род. 1963 году) — советский и российский механик, лауреат премии имени Ф. А. Цандера (2020).

## Биография
Родился в 1963 году.
В 1985 году — окончил Ленинградский государственный университет, специальность «механика».
В 1989 году — защитил кандидатскую диссертацию, тема: «Некоторые задачи динамики заряженного твёрдого тела в магнитном поле».
в 2000 году — присвоено учёное звание доцента, а в 2009 году — учёное звание профессора.
В 2002 году — защитил докторскую диссертацию, тема: «Моделирование и анализ динамики вращательного движения твёрдого тела в суперпозиции силовых полей».
В настоящее время — профессор кафедры теоретической и прикладной механики математико-механического факультета СПбГУ.

## Научная деятельность
Ведёт исследования в области фундаментальных и прикладных исследований динамики твёрдого тела, аналитической механики, нелинейных колебаний и устойчивости движения.
Исследовал эволюцию ротационного движения заряженного ИСЗ под действием моментов гравитационных и лоренцевых сил. Исследования проводились в уточнённой и обобщённой постановке с учётом таких факторов как суточное вращение Земли, градиентность геомагнитного поля, регрессия орбиты, вызванная сжатием Земли.
Разработал новые методы параметризации вращательного движения твёрдого тела, удобные для исследования ротационного движения как приближёнными аналитическими, так и численными методами. В результате построены уравнения ротационного движения твёрдого тела, удобные для аналитического и численного исследования, допускающие разделение переменных на «быстрые» и «медленные» и отличающиеся отсутствием тригонометрических функций и связанных с ними сингулярностей.
С 2003 года занимается также теоретическими исследованиями динамики микромеханических устройств.
Автор 60 опубликованных научных работ (в том числе трёх патентов России на изобретения и полезные модели) и пяти учебных пособий, одно из которых рекомендовано научно-методическим советом по теоретической механике Министерства образования Российской Федерации для студентов всех инженерных специальностей.

## Награды
- Премия имени Ф. А. Цандера (2020) — за серию научных работ «Электродинамическое управление и стабилизация вращательного движения космического аппарата»
- Почётный работник сферы образования Российской Федерации (2018)
- Первая премия СПбГУ за фундаментальные достижения в науке (1992, 2018)
- Благодарность губернатора Санкт-Петербурга (2024)[3]